# Nemanja Radović
Nemanja Radović (Berane, 11 de noviembre de 1991) es un jugador de baloncesto montenegrino que actualmente se encuentra sin equipo. Con 2,08 metros de altura, juega en la posición de ala-pívot.

## Trayectoria
Comenzó en el 2008 a jugar a nivel profesional en el Mornar Bar. Después  jugaría en las filas del Budućnost Podgorica, del Vršac, del KAOD y del Mega Vizura.
En la temporada 2013-14 en la Liga Adriática promedió 13 puntos por partido, un porcentaje de acierto en tiros de 2 del 60,7% y 6,7 rebotes .
En el año 2014 ficha por el UCAM Murcia.
En la temporada 2016-17, el balcánico tuvo un promedio en Liga Endesa de 8,7 puntos (54,9 % de acierto en tiros de dos, 34,1 % en triples y 73,1 % en libres) y 3,9 rebotes para un 8,0 de valoración en 18,1 minutos (30 partidos).
En agosto de 2017, firma por el Río Natura Monbus, el club gallego paga 20.000 euros al murciano por los derechos del ala pívot que firma por una temporada.
En 2018 llega a un acuerdo para vestir la camiseta del Basket Zaragoza 2002 durante las próximas dos temporadas. Al final de la última de ellas decide no renovar con el equipo aragonés.
El 4 de julio de 2020, se hace oficial su regreso a UCAM Murcia de la Liga Endesa. Al finalizar la temporada 2022-23, el club renovó su contrato dos temporadas más, hasta 2025. Tras cinco años en el equipo murciano, el 11 de junio de 2025 anunció que dejaba el equipo para continuar su carrera en otro continente.

### Selección nacional
En septiembre de 2022 disputó con el combinado absoluto montenegrino el EuroBasket 2022, finalizando en decimotercera posición, siendo este el segundo torneo internacional que disputaba tras la Copa Mundial de Baloncesto de 2019.
Durante agosto y septiembre de 2023 fue integrante de la selección de Montenegro que participó en el Mundial de 2023 celebrado en Asia, y que finalizó en decimoprimer lugar.